# 谷和子
谷 和子（たに かずこ）は、日本の女優。

## 出演作品
- 沖繩の民（1956年） - 逃げ出した女学生
- 逆光線（1956年） - 週番B
- 花の運河（1956年） - ゴルフハウスの事務員
- 燃ゆる黒帯 花の高校生（1956年） - 春子
- 肉体の反抗（1957年） - 信子
- 女子寮祭（1957年） - 石本札子
- 明日は明日の風が吹く（1958年） - 女事務員B
- 白い悪魔（1958年） - 安子
- アワモリ君シリーズ
  - アワモリ君売出す（1961年） - 別のアベックの女
  - アワモリ君乾杯!（1961年） - 別のアベックの女
- ゴジラシリーズ
  - 三大怪獣 地球最大の決戦（1964年） - ラジオ番組『20世紀の神話』製作班員[1]
  - 怪獣大戦争（1965年） - 宇宙局員[1]
  - ゴジラ・エビラ・モスラ 南海の大決闘（1966年） - インファント島民[1]
- 続・社長忍法帖（1965年） - BG
- クレージー映画
  - 日本一のゴマすり男（1965年） - 娘C
  - 大冒険（1965年） - 美脚の女[1]
  - クレージー大作戦（1966年） - マルダイデパート店
  - 日本一の男の中の男（1967年） - 婦人客B
- おれについてこい!（1965年） - 山田暉子
- フランケンシュタインの怪獣 サンダ対ガイラ（1966年） - ハイカー[1] ※ノンクレジット
- 南太平洋の若大将（1967年） - 吉江